# Star City Mall

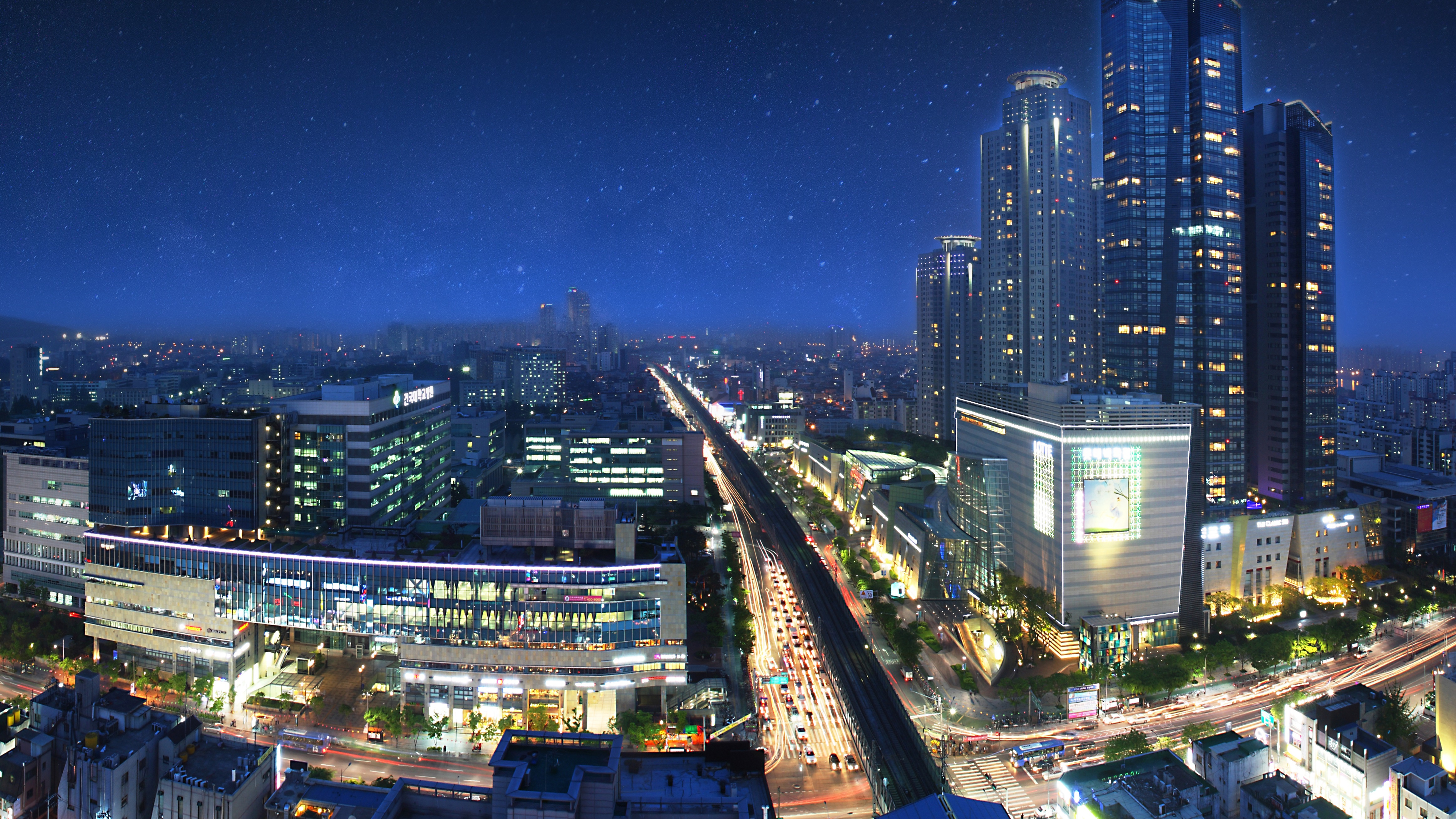
Quang cảnh ban đêm của Đại học Konkuk Star City Mall và Premium Senior Town The Classic 500 nằm ở Gwangjin-gu, Seoul

Star City Mall (tiếng Hàn: 스타시티몰) là một trung tâm mua sắm ở Jayang-dong, Gwangjin-gu, Seoul, Hàn Quốc. Việc hoàn thành vào tháng 10 năm 2008 của trung tâm đã được ghi nhận là nguyên nhân chính làm tăng lượng lưu thông trên Tàu điện ngầm Seoul tuyến 2 trong nửa đầu năm 2009.